# Kjell Isaksson
Kjell Gunnar Isaksson (Härnösand, 28 febbraio 1948) è un ex astista svedese, tre volte primatista mondiale della specialità.

## Biografia
Nel 1968, all'età di 20 anni, partecipò alla sua prima Olimpiade, quella di Città del Messico: si qualificò per la finale che concluse al decimo posto saltando 5,15 m.
Nel triennio successivo collezionò una serie di medaglie d'argento ai campionati europei: giunse infatti secondo ai campionati del 1969 battuto dal tedesco orientale Nordwig, a quelli indoor del 1970 dietro al francese Tracanelli, e ai campionati sia indoor che outdoor del 1971, superato di nuovo da Nordwig in entrambe le occasioni.
Nel 1972 migliorò per tre volte il primato mondiale: l'8 aprile ad Austin, negli Stati Uniti, saltò 5,51 m, superando di due centimetri il precedente record del greco Christos Papanikolaou e si migliorò di tre centimetri una settimana dopo, a Los Angeles. Tornato in Svezia, il 12 giugno incrementò il record di un altro centimetro portandolo a 5,55 m. Il suo primato, tuttavia, ebbe breve durata: il 2 luglio lo statunitense Bob Seagren, nel corso dei trials olimpici statunitensi, lo superò di ben 8 centimetri. Il 1972 fu anche l'anno delle Olimpiadi di Monaco di Baviera e Isaksson era fra i favoriti, ma mancò clamorosamente la qualificazione alla finale con tre salti nulli a 5,00 m. Non andò meglio quattro anni dopo a Montréal, alla sua terza Olimpiade: di nuovo non riuscì a superare la qualificazione sbagliando tre salti alla quota di entrata di 5,20 m.

## Palmarès
| Anno | Manifestazione | Sede     | Evento | Risultato | Prestazione | Note |
| ---- | -------------- | -------- | ------ | --------- | ----------- | ---- |
| 1969 | Europei        | Atene    | Asta   | Argento   | 5,20        |      |
| 1970 | Europei indoor | Vienna   | Asta   | Argento   | 5,25        |      |
| 1971 | Europei indoor | Sofia    | Asta   | Argento   | 5,35        |      |
| 1971 | Europei        | Helsinki | Asta   | Argento   | 5,30        |      |